# نبع النبي
نبع النبي قرية سورية تتبع ناحية المعبدة في منطقة المالكية التابعة لمحافظة الحسكة في شمال شرق سورية. بلغ عدد سكانها 211 نسمة عام 2004.
تقع على بعد حوالي 20 كم إلى الغرب من مدينة المالكية وأقل من 3 كم جنوب الحدود التركية.